# Дикусаров Віктор Васильович
Дикусаров Віктор Васильович (1932 — 1992) — радянський композитор, баяніст, педагог.

## Біографія
Народився 7 лютого 1932 року в Петропавловську РРФСР. Закінчив музичну школу в Майкопі (1947), Краснодарське музичне училище (1952, клас баяна М. С. Козленко, клас композиції Л. О. Батхана), Одеську державну консерваторію ім. А. В. Нежданової (1957, клас баяна В. П. Базилевич), аспірантуру при Київській державній консерваторії ім. П. І. Чайковського (1965 р, творчий керівник М. М. Геліс). У 1953—1955 р.р. — артист естрадного квартету Одеської обласної філармонії, в 1955—1958 р.р. — викладач Одеського музичного училища, в 1958—1965 р.р. — викладач і завідувач відділу народних інструментів Одеського культурно-освітнього училища; за сумісництвом — викладач Одеського державного педагогічного інституту ім. К. Д. Ушинського (1958—1959, 1963—1965 р.р.) і Одеської державної консерваторії ім. А. В. Нежданової (1963—1964 р.р.). З 1965 по 1976 працював в Донецькому музично-педагогічному інституті старшим викладачем, завідувачем оркестрової кафедри, деканом теоретико-оркестрового факультету, з 1971 по 1972 р.р. — проректором з наукової і навчальної роботи, доцентом. C 1976 по 1977 р.р. — старший методист Методичної кабінету Управління культури Магаданського облвиконкому і викладач Магаданського музичного училища. З 1977 по 1979 р.р. — викладач дитячої музичної школи міста Сусуман і сел. Берінговський Магаданської області, в 1981—1982 р.р. — директор дитячої музичної школи сел. Ногліки Сахалінської області, в 1983—1984 р.р. — директор дитячої музичної школи сел. Ола Магаданської області, в 1984—1988 р.р. — викладач Магаданського музичного училища, в 1988—1992 р.р. — викладач дитячої музичної школи сел. Озерний Магаданської області. У червні 1992 року повернувся в Україну в місто Українськ Донецької обл., де помер 2 вересня 1992 року.